# Metopium brownei
Metopium brownei är en sumakväxtart som först beskrevs av Nikolaus Joseph von Jacquin, och fick sitt nu gällande namn av Ignatz Urban. Metopium brownei ingår i släktet Metopium och familjen sumakväxter. Inga underarter finns listade i Catalogue of Life.